# 幸島司郎
幸島 司郎（こうしま しろう、1955年 - ）は、日本の動物行動学者。京都大学野生動物研究センター教授を経て名誉教授・元センター長。専門は動物行動学、生態学、雪氷生物学。

## 略歴
愛知県名古屋市熱田区出身。東海高等学校卒。京都大学理学部に入学後、山岳部に所属した。日高敏隆研究室に入り、卒業論文ではセッケイカワゲラを研究した。京都大学大学院理学研究科博士課程満期退学。日本学術振興会奨励研究員、同特別研究員、京都大学研修員を経て、1990年、35歳で東京工業大学理学部助教授、東京工業大学大学院生命理工学研究科助教授（准教授）を経て、2008年から現職。2011年10月16日～2017年10月15日 野生動物研究センター長。

## 実績
1982年にヒマラヤへ行き、氷河に住む昆虫やミジンコ（ヒョウガソコミジンコ）を世界で初めて発見し、長年無生物的世界であると見られてきたヒマラヤの標高5000mを超える高山域にも生態系があることを明らかにした。
1985年 京都大学 理学博士「Biological studies of a Himalayan glacier : Yala glacier, Langtang region, Nepal（ネパールとヒマラヤ、ヤラ氷河の生物学的研究）」。
2009年3月には、独創的な研究に取り組んできた京都大学の5人の研究者の一人として、名古屋市で開かれるシンポジウム「京都からの提言～21世紀の日本を考える」で講演している。
2011年、神戸市立須磨海浜水族園の懸賞事業、第2回神戸賞の選考委員を務めた。
2012年（平成24年）4月1日から5年間、マレーシアのサバ大学、ブラジルの国立アマゾン研究所、インド理科大学院とともに、日本学術振興会の研究拠点形成事業（先端拠点形成型）の実施組織代表者を務めている。